# Zinsswap
Ein Zinsswap (von englisch to swap ‚tauschen‘) ist ein Zinsderivat, bei dem zwei Vertragsparteien vereinbaren, zu bestimmten zukünftigen Zeitpunkten Zinszahlungen auf festgelegte Nennwerte auszutauschen. Die Zinszahlungen werden meist so festgesetzt, dass eine Partei einen bei Vertragsabschluss fixierten Festzinssatz zahlt, die andere Partei hingegen einen variablen Zinssatz. 

## Allgemeines
Der Zinsswap ist ein Swapgeschäft, bei dem die Kontrahenten unterschiedliche Zinssätze austauschen, weil sie offensichtlich unterschiedliche Zinserwartungen über die Entwicklung des künftigen Zinsniveaus hegen. Getauscht werden zinsvariable Forderungen/Verbindlichkeiten gegen zinsfixe Forderungen/Verbindlichkeiten, wobei lediglich die Zinserträge oder der Zinsaufwand, nicht aber die Forderung/Verbindlichkeit, getauscht werden. Der variable Zinssatz orientiert sich üblicherweise an einem Referenzzinssatz als Interbankenzins (wie EURIBOR oder LIBOR) oder einem Zinsindex. Zinsswaps werden sowohl als Sicherungsgeschäft gegen Zinsänderungsrisiken als auch zur Spekulation genutzt.
Optionen auf Zinsswaps werden Swaptions genannt.

## Rechtsfragen
Zinsswaps sind außerbörsliche Geschäfte, die nicht an Börsen handelbar sind. Sie sind nicht wie zum Beispiel Futures standardisiert, sondern werden zwischen den Vertragsparteien individuell ausgehandelt. Hierbei werden im Swap-Markt die Vertragsmuster der International Swaps and Derivatives Association (ISDA Equity Documentation, ISDA Interest Rate and Currency Derivative Definitions) als Standard-Vertragswerk bei der Vertragsgestaltung zugrunde gelegt. Diese werden im Allgemeinen mit einem Rahmenvertrag zwischen den Vertragspartnern derart vereinbart, dass im konkreten Tauschvertrag lediglich auf den Rahmenvertrag Bezug genommen werden muss.
Bei einem Zinsswap verpflichten sich die beiden Vertragsparteien, entweder einen fixen oder variablen Zinssatz auf einen bestimmten Nennwert an die jeweils andere Vertragspartei zu zahlen. Es ist möglich, dass die Nennwerte der beiden Parteien nicht übereinstimmen oder auf verschiedene Währungen lauten. 
Um den Verwaltungsaufwand gering zu halten und den Verlust zu minimieren, der bei einem Ausfall des Kontrahenten entstehen könnte, werden nicht die kompletten Zinszahlungen getauscht, sondern nur die Differenz zwischen den beiden Zinszahlungen gezahlt (Barausgleich). Diese Saldierung wird auch als Netting bezeichnet.
Sämtliche Swaps sind bankenaufsichtsrechtlich Derivate, weil ihnen ein zeitlich verzögert zu erfüllender Tausch zugrunde liegt und sich dessen Wert unmittelbar oder mittelbar vom Preis oder Maß eines Basiswertes ableitet (§ 1 Abs. 11 Satz 5 Nr. 1 KWG). Schließen Kreditinstitute mithin Swapgeschäfte im Rahmen eines Bankgeschäfts ab, unterliegen diese Swapgeschäfte der Bankenaufsicht.

## Struktur
Bei der geläufigsten Form des Zinsswaps wird ein variabler Zinssatz gegen einen festen Zinssatz getauscht. Während sich der variable Zinssatz an einem Referenzzinssatz wie dem Drei-Monats-Euribor orientiert und sich über die Laufzeit des Swaps ändert, bleibt der fixe Zinssatz über die Laufzeit unverändert. Dabei wird der fixe Zinssatz so gewählt, dass der innere Wert des Swaps bei Vertragsabschluss Null ist.
Ändert sich der variable Zinssatz, wird der zu zahlende variable Zinsbetrag nicht täglich, sondern nur an bestimmten Terminen angepasst. An diesen Fixing-Terminen wird der variable Zinssatz an den zu Grunde liegenden Referenz-Zinssatz angepasst. Für den Zeitraum bis zum nächsten Fixing wird dann von dem variabel zahlenden Vertragspartner der aus diesem Zinssatz errechnete Zins gezahlt. 

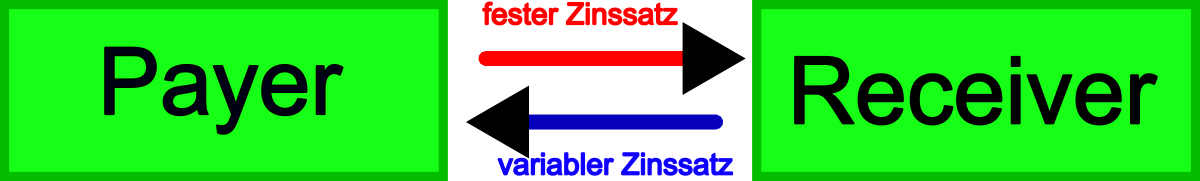
Funktionsweise eines Swaps: Austausch von fixen und variablen Zahlungsflüssen

Die Rollen der beiden Vertragspartner beim Zinsswap werden üblicherweise anhand ihrer Stellung bezüglich der festverzinslichen Seite des Tauschgeschäfts benannt:
- Zahler (englisch payer) ist der Vertragspartner, der den festen Zins zahlt.
- Empfänger (englisch receiver) ist der Vertragspartner, der den festen Zins erhält.

Zudem wird das Tauschgeschäft selbst aus Sicht des Zahlers als Zahler-Swap (englisch payer swap), aus Sicht des Empfängers als Empfänger-Swap (englisch receiver swap) bezeichnet.
Beispiel
Ein Unternehmen A hat ein variabel verzinsliches Darlehen über 1 Million Euro von einer Bank erhalten: Die zu zahlenden Zinsen des Darlehens werden regelmäßig an die aktuellen Zinsen des Kapitalmarktes angepasst. 
Um sich gegen das Risiko steigender Zinsen abzusichern, geht dieses Unternehmen A einen Zinsswap ebenfalls über 1 Million Euro mit dem Unternehmen B ein: A verpflichtet sich zur Zahlung eines festgelegten Zinssatzes an B während der Laufzeit. Unternehmen A erhält im Gegenzug dafür eine variable Zinszahlung von B, um seine eigenen variablen Zinsen bei der Bank zu bedienen. 
Idealerweise wird der variable Zinssatz an den gleichen Referenzzinssatz wie das Bankdarlehen gekoppelt. Dann kann A mit der erhaltenen variablen Zinszahlung exakt seine variablen Darlehenszinsen gegenüber der Bank bedienen.
Steigen die Zinsen am Markt, so steigt der Zinssatz des Darlehens und auch der Zinsbetrag, den das Unternehmen A aus dem Swap erhält. Sinken die Zinsen, sinkt sowohl der Zinssatz des Darlehens als auch der Zinsbetrag, den A aus dem Swap erhält. Unabhängig von der Marktzinsentwicklung zahlt das Unternehmen A stets den fixen Zinsbetrag an B, den Kontrahenten des Swaps.
Somit hat sich Unternehmen A gegen steigende Zinsen abgesichert – gleichzeitig hat es sich aber die Möglichkeit genommen, von fallenden Zinsen zu profitieren. Auch bei einem reinen Seitwärtstrend der Zinsen hätte sich Unternehmen A mit dem Abschluss des Zinsswaps im Regelfall schlechter gestellt – insoweit, als für das Tauschgeschäft Kosten anfallen oder eingepreist sind.

## Arten

### Währungsreine Swaps
Währungsreine Swaps sind Swaps, bei denen sich beide Seiten jeweils auf dieselbe Währung beziehen.

#### Plain Vanilla
Die Standardform eines Swaps wird oft als Plain Vanilla (sowohl plain als auch vanilla englisch für gewöhnlich) bezeichnet. Gemeint ist der oben beschriebene Austausch von fixen und variablen Zinszahlungsströmen.

#### Variabel-variabel-Tausch
Beiden Seiten des Swaps sind variable Zinssätze zugeordnet. Dies kann zum Beispiel ein Tausch von dem 3-Monats-Zinssatz gegen den 6-Monats-Zinssatz sein. Bei einem Abschluss eines solchen Swaps spekuliert man auf die Steigung der Zinskurve. Darüber hinaus existieren Constant Maturity Swaps, bei denen ein variabler Zinssatz gegen einen regelmäßig angepassten längerfristigen Zins (zum Beispiel 10-Jahres-Zins) getauscht wird.

#### EONIA-Swap
Eine andere häufig anzutreffende Ausgestaltungsvariante ist der EONIA-Swap. Hierbei wird der Tagesgeldsatz gegen einen variablen oder festen Zinssatz getauscht. Eine Auszahlung der aufgelaufenen Zinsen erfolgt auf der Tagesgeldseite nicht täglich, sondern meist einmal pro Jahr in Form eines gemittelten Zinssatzes. Die Berechnung des gemittelten Zinssatzes simuliert die tägliche Anlage zu dem aktuellen Zinssatz. Der Tagesgeldsatz kann für einen oder am Wochenende für 3 Tage gelten, an Feiertagen auch schon einmal länger. Sind {\displaystyle r_{i}\;(i=1,\dots ,n)} die beobachteten Tagesgeldsätze und {\displaystyle d_{i}} die Anzahl der Tage, für die diese Sätze gelten, dann errechnet man den gemittelten Zinssatz r aus der Eigenschaft, dass eine Geldanlage zu diesem Zinssatz den gleichen Zinsertrag liefert wie die Anlage jeweils zu den Tagesgeldsätzen:
{\displaystyle \prod _{i=1}^{n}\left(1+r_{i}\cdot {\frac {d_{i}}{360}}\right)=1+r{\frac {\sum _{i=1}^{n}d_{i}}{360}}}

### Nicht währungsreine Swaps
Bei nicht währungsreinen Swaps wird der Swap durch mehr als eine Währung beeinflusst.

#### Währungsswap
Bei einem Währungsswap (englisch cross currency swap) sind die beiden Seiten des Swaps in unterschiedlichen Währungen notiert. So können beispielsweise Zinszahlungen in Euro gegen Zinszahlungen in US-Dollar getauscht werden. Bei einem Währungsswap ist es üblich, dass zu Beginn und Ende der Laufzeit auch die Nominale getauscht werden.

#### Quanto-Swap
Bei einem Quanto-Swap wird nur in einer Währung gezahlt, während die Zinssätze durch Indizes aus unterschiedlichen Währungen bestimmt werden.

## Bewertung
Für die Bewertung eines Zinsswaps wird der Barwert für jede der beiden Vertragsseiten separat bestimmt und zum Barwert des Zinsswaps saldiert.
Bei der Wertermittlung eines Standard-Zinsswaps („Plain Vanilla“) kann der Barwert der fixen und der variablen Seite jeweils mit der Barwertmethode berechnet werden. Für den Zahler und den Empfänger des Swaps ergeben sich betragsmäßig gleiche, nur vom Vorzeichen unterschiedliche Barwerte (Abkürzung BW in den Formeln):
Für den Zahler ist 
{\displaystyle BW_{\text{Swap}}\,=\,BW_{\text{variabel}}-BW_{\text{fix}}},
für den Empfänger ist 
{\displaystyle BW_{\text{Swap}}\,=\,BW_{\text{fix}}-BW_{\text{variabel}}}.

### Kombination
Der Zinsswap ist auch mit einem Asset-Swap kombinierbar.

### Bewertung der fixen und der variablen Seite
Für die Berechnung der Barwerte für die fixe und die variable Seite werden folgende Größen verwendet:
- Übergeordnet:
  - {\displaystyle P}: Das Nominal des Zinsswaps
- Für die fixe Seite:
  - {\displaystyle m}: Die Anzahl der Zahlungen (entspricht der Anzahl der Zinsperioden)
  - {\displaystyle C}: Der fest vereinbarte Zinssatz (auch als Swapsatz bezeichnet)
  - {\displaystyle t_{i}}: Die Anzahl der Tage in der i-ten Zinsperiode
  - {\displaystyle T_{i}}: Die Basis (Anzahl Tage pro Jahr) bezüglich der Zinsberechnungsmethode
  - {\displaystyle df_{i}}: Der Diskontfaktor für die i-te Zahlung
- Für die variable Seite:
  - {\displaystyle n}: Die Anzahl der Zahlungen (entspricht der Anzahl der Zinsperioden)
  - {\displaystyle f_{i}}: Der Terminzins als Schätzung für den in der i-ten Zinsperiode anfallenden variablen Zins
  - {\displaystyle {\tilde {t}}_{i}}: Die Anzahl der Tage in der i-ten Zinsperiode
  - {\displaystyle {\tilde {T}}_{i}}: Die Basis (Anzahl Tage pro Jahr) bezüglich der Zinsberechnungsmethode
  - {\displaystyle {\widetilde {df}}_{i}}: Der Diskontfaktor für die i-te Zahlung.

Der Wert der fixen Seite ist die Summe der Barwerte der einzelnen Zinszahlungen:
{\displaystyle {\begin{aligned}BW_{\text{fix}}&=\sum _{i=1}^{m}P\cdot C\cdot {\frac {t_{i}}{T_{i}}}\cdot df_{i}\\&=P\cdot C\cdot \sum _{i=1}^{m}{\frac {t_{i}}{T_{i}}}\cdot df_{i}\end{aligned}}}
Analog ist der Wert der variablen Seite die Summe der Barwerte der einzelnen Zinszahlungen. Dabei ist zu beachten, dass im Allgemeinen nur ein Zinssatz der variablen Seite bekannt ist: Jener, welcher bereits gefixt wurde. Die restlichen Zinssätze werden erst in der Zukunft bekannt sein. Dementsprechend werden die jeweiligen Terminzinsen, welche sich aus der am Markt beobachtbaren Zinskurve berechnen lassen, genutzt, um die zukünftigen Zinssätze zu approximieren. Die variabel verzinsten Zinszahlungen ergeben mit diesen Zinssätzen einen Zahlungsstrom, der mit der Barwertmethode diskontiert wird. Der Wert der variablen Seite ist demnach gegeben durch:
{\displaystyle {\begin{aligned}BW_{\text{variabel}}&=\sum _{i=1}^{n}P\cdot f_{i}\cdot {\frac {{\tilde {t}}_{i}}{{\tilde {T}}_{i}}}\cdot {\widetilde {df}}_{i}\\&=P\cdot \sum _{i=1}^{n}f_{i}\cdot {\frac {{\tilde {t}}_{i}}{{\tilde {T}}_{i}}}\cdot {\widetilde {df}}_{i}\end{aligned}}}
Während der Laufzeit eines Swaps kann jederzeit diese Bewertungstechnik genutzt werden, um seinen Wert zu bestimmen. Über die Zeit ändern sich die Marktzinssätze und damit sowohl die Terminzinsen, die auf der variablen Seite zur Approximation der variablen Zinssätze genutzt werden, als auch die Diskontfaktoren. Entsprechend ändert sich der Barwert eines Swaps.

## Swapsatz
Es ist üblich, dass bei Abschluss eines Swaps keine Ausgleichszahlung von einem der beiden Kontrahenten an den anderen fließt. Damit ist der Barwert des Swaps zum Zeitpunkt des Abschlusses gleich null und keiner der beiden Vertragspartner besitzt eine Arbitragemöglichkeit.
Betrachtet man den Barwert des Swaps und somit die Summe der Barwerte der beiden Seiten, so kann lediglich der Zinssatz der fixen Seite von den beiden Vertragspartnern gewählt werden; sowohl die Diskontierungsfaktoren, der am Anfang gefixte Variable Zinssatz als auch die Terminzinsen sind durch den Markt gegeben.
Der fixe Zinssatz C muss somit so gewählt werden, dass der Barwert der fixen Seite gleich dem Barwert der variablen Seite ist:
{\displaystyle BW_{\text{fix}}=BW_{\text{variabel}}}
Mit obigen Formeln folgt:
{\displaystyle C={\frac {\sum _{i=1}^{n}f_{i}\cdot {\frac {{\tilde {t}}_{i}}{{\tilde {T}}_{i}}}\cdot {\widetilde {df}}_{i}}{\sum _{i=1}^{m}{\frac {t_{i}}{T_{i}}}\cdot df_{i}}}}
Die Zinskurve, die aus den Swapsätzen für die Swaps mit entsprechenden Laufzeiten zusammengesetzt ist, wird auch Swapkurve genannt. Diese wird von vielen Banken und Brokern online und über Handelsplattformen kommuniziert.

## Risiken
Zinsswaps enthalten sowohl Marktpreis- als auch Kreditrisiken:
- Kreditrisiko: Da bei Zinsswaps nur die Zinsdifferenz zwischen dem fixen und dem variablen Zinssatz zu zahlen ist, beschränkt sich das Kreditrisiko zum Zinszahlungszeitpunkt für den Differenzempfänger lediglich auf diese Differenz. Der Differenzzahler ist keinem Zinsrisiko ausgesetzt. Darüber hinaus besteht ein Wiederbeschaffungsrisiko für die Partei, deren Swap einen positiven Barwert aufweist: Fällt der Vertragspartner aus, so kann diese Partei den Erfolg des Swaps nicht erhalten. Oder sie muss, um einen Swap mit den gleichen Konditionen mit einem solventen Partner neu abzuschließen, gerade den Barwert als Ausgleich an den neuen Kontrahenten zahlen.

- Marktpreisrisiko: Ein Swap ist dem Marktpreisrisiko ausgesetzt: Ändert sich der Marktzins, so ändert sich dadurch der Diskontfaktor, mit dem aus den Zinszahlungsströmen der Barwert des Swaps berechnet wird. Dabei ist im Wesentlichen die fixe Seite des Swaps mit dem Marktrisiko behaftet. Auf der variablen Seite des Swaps wirkt sich eine Zinsänderung sowohl in dem Diskontfaktor als auch der dazugehörigen Forward Rate aus. Dies neutralisiert den Zinsänderungseffekt. Dem gegenüber ändert sich auf Grund des Marktzinses auf der fixen Seite lediglich der Diskontfaktor: Steigende Zinsen führen somit zu einem niedrigeren Barwert der fixen Seite, sinkende Zinsen erhöhen den Barwert.

## Anwendungen
Zinsswaps werden benutzt, um sich gegen Zinsänderungen abzusichern oder mit diesen zu spekulieren. Darüber hinaus kann ein komparativer Zinsvorteil existieren, wenn sich die beiden Swappartner zu unterschiedlichen variablen und fixen Sätzen am Markt refinanzieren können.

## Parameter eines Swaps
Zu den zwischen den Kontrahenten zu bestimmenden Parametern gehören: 
- Beginn und Ende des Swaps: Sofern die erste Periode eines Swaps nicht sofort beginnt, spricht man von einem Forward-Swap.
- Handelsplatz (zur Bestimmung der Feiertage).
- Nennwert, auf den die Zinsen gezahlt werden (eventuell je Kontrahent).
- Zinsberechnungsmethode.
- Zinsperiode der Kontrahenten
- Zinssatz bzw. Referenzzinssatz und Spread je Kontrahent.